# بلام!
بلام! (بالإنجليزية: Blame!) هو فيلم أنمي ياباني من إنتاج استوديو الصورة المضلعة، وأخرج هيرويوكي سيشيتا، وتأليف تسوتومو نيهي، عرض الفيلم في 20 مايو عام 2017، هو مقتبس من سلسلة مانغا بلام!.

## القصة
تدور أحداث القصة في المستقبل التكنولوجي البعيد، حيث وصلت الحضارة إلى شكلها النهائي القائم على الشبكة.

## الأداء الصوتي
كيلي
مؤدي الصوت: تاكاهيرو ساكوراي
تشيبو
مؤدية الصوت: كانا هانازاوا
زورو
مؤدي الصوت: سورا أماميا
سوتيزو
مؤدي الصوت: مامورو ميانو
تاي
مؤدية الصوت: أيا سوزاكي
فوساتا
مؤدي الصوت: نوبوناغا شيمازاكي
أتسوجي
مؤدي الصوت: يوكي كاجي
شيغي
مؤدي الصوت: كوتارو نيشياما
فوكو
مؤدية الصوت: ناناكو موري
بوب
مؤدي الصوت: كازوهيرو ياماجي
شيزو
مؤدية الصوت: أياني ساكورا
السلطة'
مؤدية الصوت: أكي تويوساكي
سانا-كان
مؤدية الصوت: ساوري هايامي

## وصلات خارجية
- الموقع الرسمي (باليابانية)
- بلام! على موقع IMDb (الإنجليزية)
- بلام! على موقع نتفليكس (الإنجليزية)
- بلام! على موقع ألو سيني (الفرنسية)
- بلام! على موقع فيلمافينيتي (الإسبانية)
- بلام! على موقع قاعدة بيانات الفيلم (الإنجليزية)
- بلام! على موقع ليتربوكسد (الإنجليزية)
- بلام! على موقع كينوبويسك (الروسية)
- بلام! على موقع ANN anime (الإنجليزية)